# Hohenlychens sanatorium

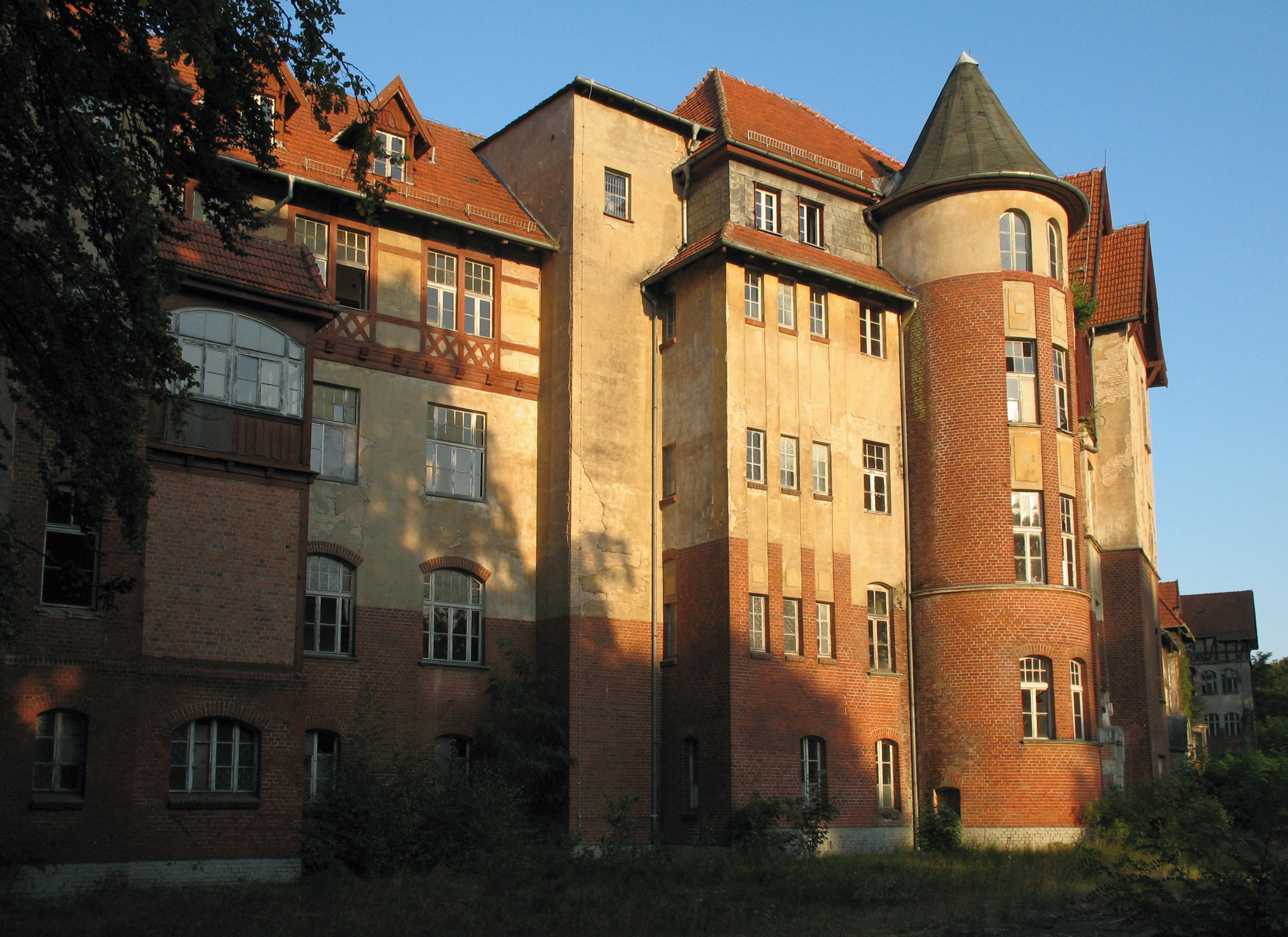
Hohenlychens sanatorium.

Hohenlychens sanatorium var ett komplex av sanatorier i Lychen norr om Berlin. Hohenlychen inrättades 1902 och var initialt ämnat för tuberkulossjuka barn. Under 1930-talet blev Hohenlycken en av SS främsta medicinska anläggningar, där skadade SS-män behandlades. Karl Gebhardt var en av läkarna vid Hohenlychen.